# Liste der Biografien/Pho
Liste der Biografien |
Portal Biografien |
Personensuche
# |
A |
B |
C |
D |
E |
F |
G |
H |
I |
J |
K |
L |
M |
N |
O |
P |
Q |
R |
S |
T |
U |
V |
W |
X |
Y |
Z |
?
 
Pa |
Pc |
Pe |
Pf |
Ph |
Pi |
Pj |
Pk |
Pl |
Pm |
Pn |
Po |
Pr |
Ps |
Pt |
Pu |
Pv |
Pw |
Py
 
Pha |
Phe |
Phi |
Phl |
Pho |
Phr |
Phu |
Phy
Die Liste der Biografien führt alle Personen auf, die in der deutschsprachigen Wikipedia einen Artikel haben. Dieses ist eine Teilliste mit 72 Einträgen von Personen, deren Namen mit den Buchstaben „Pho“ beginnt.

## Pho
- Pho Thisarath I. (* 1505), König von Lan Chang
- Pho Thisarath II. (1552–1627), König des laotischen Reiches Lan Xang

### Phoa
- Phoa, Yoseph (* 1967), indonesischer Badmintonspieler

### Phod
- Phodchara Chainarong (* 2001), thailändischer Fußballspieler

### Phoe
- Phoebus, Philipp (1804–1880), deutscher Arzt und Pharmakologe
- Phoenix, Dean (* 1974), US-amerikanischer Pornodarsteller
- Phoenix, Jessica (* 1983), kanadische Vielseitigkeitsreiterin
- Phoenix, Joaquin (* 1974), US-amerikanischer Schauspieler
- Phoenix, Jonas P. (1788–1859), US-amerikanischer Politiker
- Phoenix, Lauren (* 1979), kanadische Pornodarstellerin britisch-italienischer Abstammung
- Phoenix, Mavi (* 1995), österreichischer Popmusiker und Rapper
- Phoenix, Moe, deutscher Rapper
- Phoenix, Nick (* 1967), US-amerikanischer Komponist
- Phoenix, Rain (* 1972), US-amerikanische Schauspielerin
- Phoenix, River (1970–1993), US-amerikanischer Schauspieler und MusikerRiver Phoenix (1970–1993)

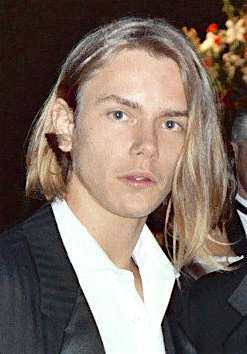
River Phoenix (1970–1993)

- Phoenix, Ron (1929–2021), englischer Fußballspieler
- Phoenix, Summer (* 1978), US-amerikanische Schauspielerin
- Phoenix, Tanit (* 1980), südafrikanisches Model und Schauspielerin

### Phoi
- Phoibe, Frau, die im Dienst der antiken christlichen Gemeinde von Kenchreä bei Korinth stand
- Phoibidas, spartanischer Truppenkommandant
- Phoinix, griechischer Feldherr der Diadochen, Satrap von Phrygien am Hellespont

### Phoj
- Phojo, Jérôme (* 1993), französischer Fußballspieler

### Phok
- Phokaina, Sophia, vermutlich Mutter der Kaiserin Theophanu
- Phokas, Bildhauer
- Phokas († 610), Kaiser des byzantinischen Reiches (602–610)Phokas († 610)

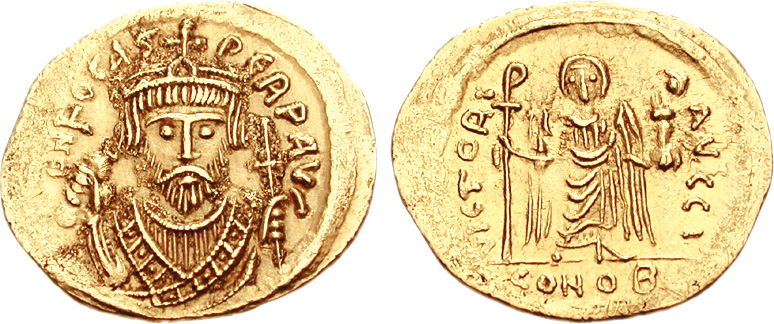
Phokas († 610)

- Phokas von Sinope († 117), Bischof von Sinope, Märtyrer
- Phokion († 318 v. Chr.), athenischer Feldherr
- Phokos, griechischer Dichter
- Phokylides von Milet, antiker griechischer Dichter

### Phol
- Pholhane, Miwang Sönam Tobgye (1689–1747), König von Tibet
- Pholien, Joseph (1884–1968), belgischer Politiker und Premierminister
- Pholoe-Maler, korinthischer Vasenmaler

### Phom
- Phommachan, Sonesanith (* 2002), laotischer Fußballspieler
- Phommara, Lenoxx (* 2006), Schweizer Motorradrennfahrer
- Phommasane, Phoutdavy (* 1994), laotischer Fußballspieler
- Phommathat († 1429), König des Königreiches Lan Chang

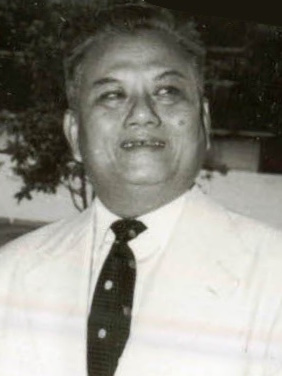
Kaysone Phomvihane (1920–1992)

- Phommathep, Phathana (* 1999), laotischer Fußballspieler
- Phommaxay, Khounsombath (* 1988), laotischer Fußballspieler
- Phommin Kaeosanga (* 1997), thailändischer Fußballspieler
- Phomvihane, Kaysone (1920–1992), laotischer Politiker, Ministerpräsident, Präsident von Laos, Generalsekretär der Laotischen Revolutionären Volkspartei (1955 bzw. 1967 bis 1992)Kaysone Phomvihane (1920–1992)
- Phomvongsa, Kittisak (* 1999), laotischer Fußballspieler

### Phon
- Phonen, König der Blemmyer in Nubien (um 450)
- Phong, Duong Hong (* 1953), vietnamesisch-US-amerikanischer Mathematiker und mathematischer Physiker
- Phongarn, Pankae, thailändische Badmintonspielerin
- Phongchana Kongkirit (* 1998), thailändischer Fußballspieler
- Phongrawit Jantawong (* 2000), thailändischer Fußballspieler
- Phongsakon Sangkasopha (* 2006), thailändischer Fußballspieler
- Phongsakon Trisat (* 2001), thailändischer Fußballspieler
- Phongsavath, Chanthavisouk (* 2006), laotischer Fußballspieler
- Phongsiri Ngoennu (* 2002), thailändischer Fußballspieler
- Phonique, Musiker und Musikproduzent
- Phontakorn Thosanthia (* 1991), thailändischer Fußballspieler

### Phoo
- Phoofolo, Hae (* 1947), lesothischer Politiker, Premierminister von Lesotho, Attorney General
- Phoon, James (* 1994), britischer Schauspieler
- Phoon, Yew Tien (* 1952), singapurischer Komponist

### Phor
- Phora, Thapelo (* 1991), südafrikanischer Sprinter
- Phormion, griechischer Bankier
- Phormion († 428 v. Chr.), Stratege in Athen
- Phorn-Ngam, Philip Adisak (* 1954), thailändischer römisch-katholischer Geistlicher, Bischof von Chanthaburi

### Phos
- Phosa, Mathews (* 1952), südafrikanischer Rechtsanwalt, Unternehmer und Politiker

### Phot
- Photek (* 1971), britischer Drum-and-Bass-Musiker und Filmkomponist
- Photina († 66), christliche Heilige
- Photina von Caesarea, heilige Jungfrau der orthodoxen Kirche
- Photinus von Sirmium († 376), christlicher Häretiker
- Photios, byzantinischer Militär und Mönch, Stiefsohn des Belisar
- Photios I. († 893), Patriarch von KonstantinopelPhotios I. († 893)

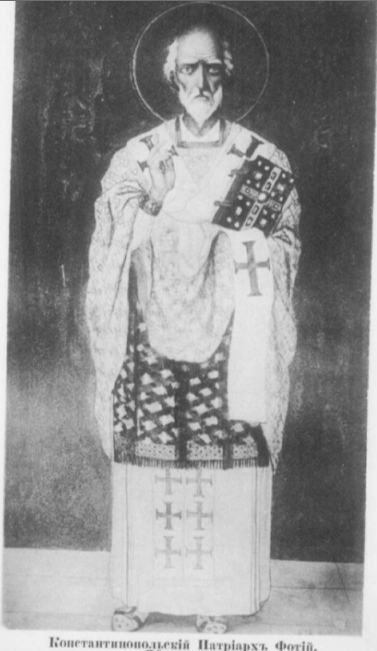
Photios I. († 893)

- Photios II. (1874–1935), Patriarch von Konstantinopel
- Photopoulos, Vassilis (1934–2007), griechischer Maler, Regisseur und Bühnenbildner

### Phou
- Phoumsavanh, Nouhak (1910–2008), laotischer Politiker, Präsident des Landes
- Phounsavath, Phouvieng (* 2002), laotischer Fußballspieler
- Phoutrides, Aristides (1887–1923), griechischer Altphilologe und Neogräzist
- Phoutthavong, Laenly (* 1996), laotische Leichtathletin